# NGC 7592
NGC 7592 في الفهرس العام الجديد، هي مجرة، تقع في كوكبة الدلو. اكتشفت في 20 سبتمبر 1784 بواسطة ويليام هيرشل.

## روابط خارجية
- NGC 7592 على موقع ويكي سكاي: DSS2, SDSS, GALEX, IRAS, Hydrogen α, X-Ray, Astrophoto, Sky Map, Articles and images